# Пеназо (Леко)
Пеназо је насеље у Италији у округу Леко, региону Ломбардија.
Према процени из 2011. у насељу је живело 53 становника. Насеље се налази на надморској висини од 540 м.